# محمد بن ابراهیم فزاری
ابوعبدالله محمد بن ابراهیم فزاری (درگذشتهٔ ۷۹۶ یا ۸۰۶ میلادی) منجم و مترجم و تکمیل کننده اسطرلاب بود.
وی به‌همراه پدرش ابراهیم فزاری از مترجمان نهضت ترجمه بوده و در دارالحکمه حضور پیدا می‌کرده‌است.

## تکمیل اسطرلاب
نمونه ابتدایی اسطرلاب توسط یونانیان باستان برای اندازه‌گیری مسافت ابداع گشته بود وی با آگاهی از آن اقدام به ساخت نمونه و تکمیل کردن آن از طریق افزودن جداول ستارگان و مدرج نمودن صفحات کرد تا کاربردهای بسیار زیادی برای پیدا کردن زمان و اوقات طلوع و غروب خورشید و مکان‌یابی و جهت‌یابی پیدا کند و به شکل امروزی خود دربیاید.